# Lípa v Lipce

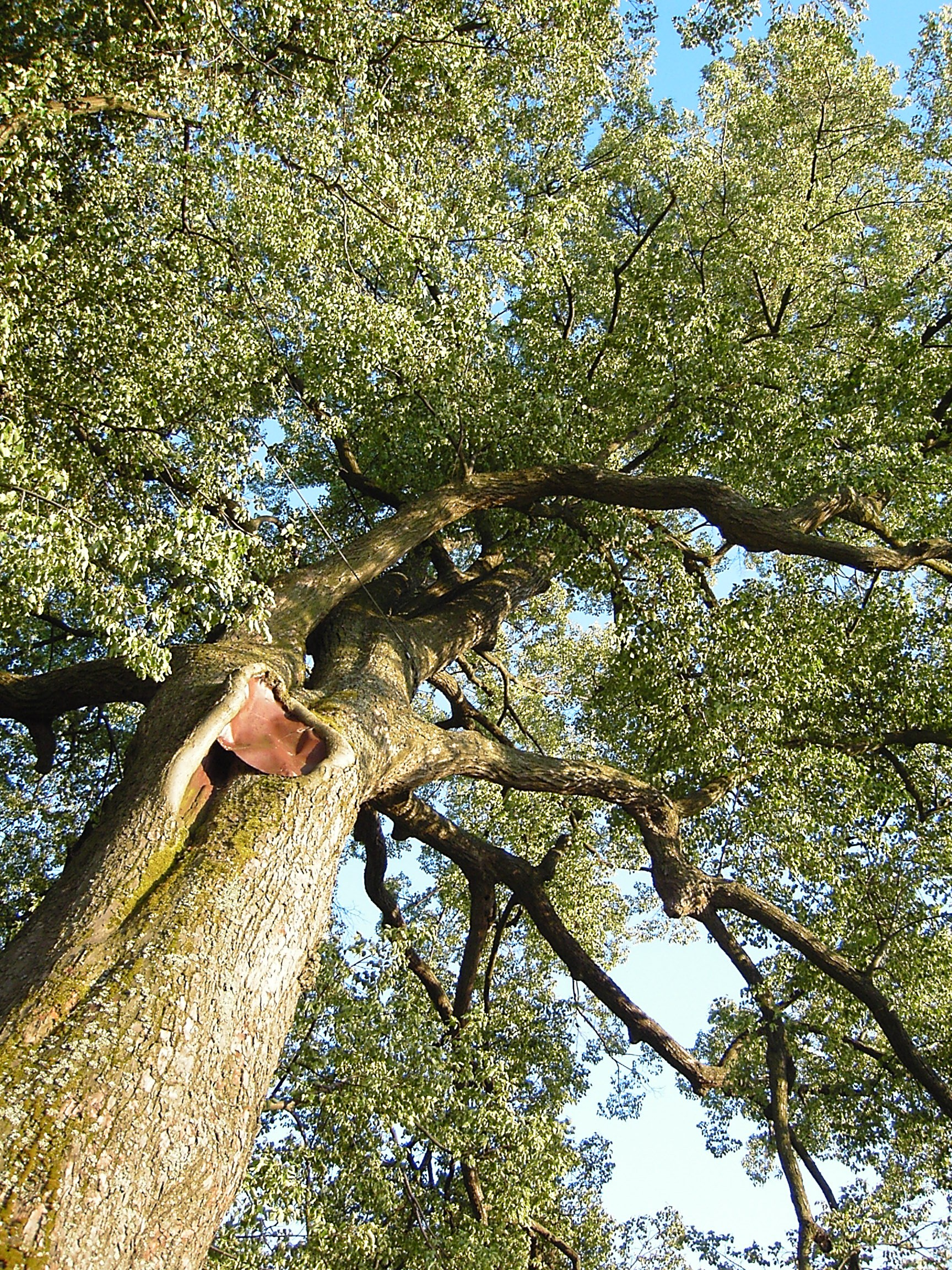
Lípa v Lipce, koruna stromu

Lípa v Lipce je památný strom, který roste v obci Lipka severovýchodně od města Chotěboř a jihozápadně (cca 1 km) od obce Horní Bradlo v centrální části CHKO Železné hory. Rozměry i stáří stromu jsou pro tento rod nezvykle vysoké, takže se obvodem kmene a pravděpodobně i věkem řadí mezi pět nejvzrostlejších lip malolistých v Čechách. Zároveň patří k nejstarším lipám Chrudimska.

## Základní údaje
- název: Lípa v Lipce, Lípa na Lipce
- výška: 27 m[1], 27 m (1993)[2], 32 m (1997)[2], 32 m (2001)[3]
- obvod: 802 cm[1], 835 cm (1993)[2], 840 cm (1997)[2], 870 cm (2001)[3], 905 cm (2016)
- věk: 600 let[3], 800 let
- zdravotní stav: 2 (1993)[2], 3 (1997)[2]
- sanace:
- umístění: kraj Pardubický, okres Chrudim, obec Horní Bradlo, část obce Lipka
- souřadnice: 49°47'45.23"N, 15°43'58.81"E

Lípa roste u žluté turistické trasy v blízkosti původně gotické tvrze (jižně) v Lipce. Cesta od lípy dále pokračuje ke 100 metrů vzdálené hrobce bývalých majitelů tvrze Kustošů ze Zubří.

## Stav stromu a údržba
Původně byla lípa troják, ale jeden z kmenů se vylomil a zanikl. Koruna pak byla zpevněna a během let lípa ránu po vylomené části zacelila a postupně dorostla i chybějící část koruny. V současnosti je lípa dvoják, kmen se dělí poměrně nízko a je dutý až do koruny, jejíž průměr činí 26 m. Strom je na svůj věk nezvykle zachovalý a v dobrém zdravotním stavu.

## Historie a pověsti
Lípa stojí prakticky v polovině cesty mezi hrobkou pánů Kustošů ze Zubří a Lipky a jejich zámkem. Ten byl původně gotickou tvrzí založenou v průběhu 13. století (věk lípy by mohl odpovídat vysazení po dokončení stavby). V letech 1561–1588 tvrz přestavěl Jan Kustoš na renesanční zámek, který byl dále upravován v 18. a 19. století. Od roku 2015 má zámek nového soukromého vlastníka. Majitel začal zámek opravovat a hospodařit na přilehlých pozemcích.
Informace na nedaleké hrobce prozrazují šlechtický původ rodu Kustošů. Je zde také zmíněno, že ji nechala vystavět kněžna Vilemína z Augspergu roku 1871. V den svatého Petra a Pavla (tj. 29. června) 1876 údajně došlo ke zničení bleskem (zřejmě u hrobky stál strom, který po zásahu padl a stavbu poškodil?) a kněžna nechala vše znovu vystavět. Z této doby zřejmě pocházejí blízké javory, které – ač mladší než lípa – prozradí svůj věk na první pohled. Do nynější podoby byla hrobka uvedena v roce 1936. Krypta byla vyčištěna a ostatky lidských koster byly uloženy do kovové rakve. Klenba hrobky byla zesílena a po uložení rakve zcela uzavřena. Byla postavena kamenná zeď, do které jsou vsazeny čtyři pískovcové náhrobní kameny, které původně ležely na zemi a zakrývaly kryptu.

## Zajímavosti

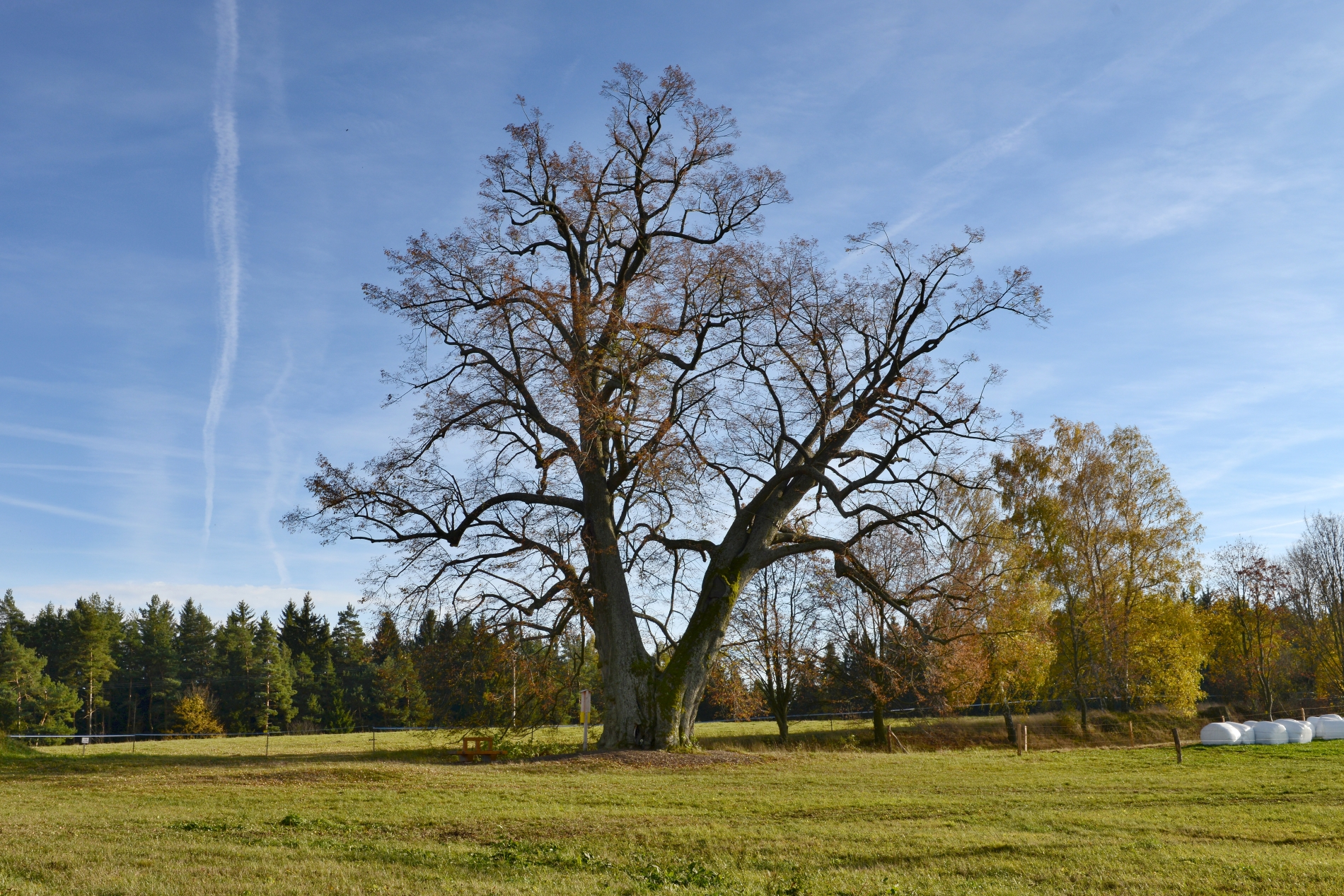
Lípa v Lipce – strom roku 2016

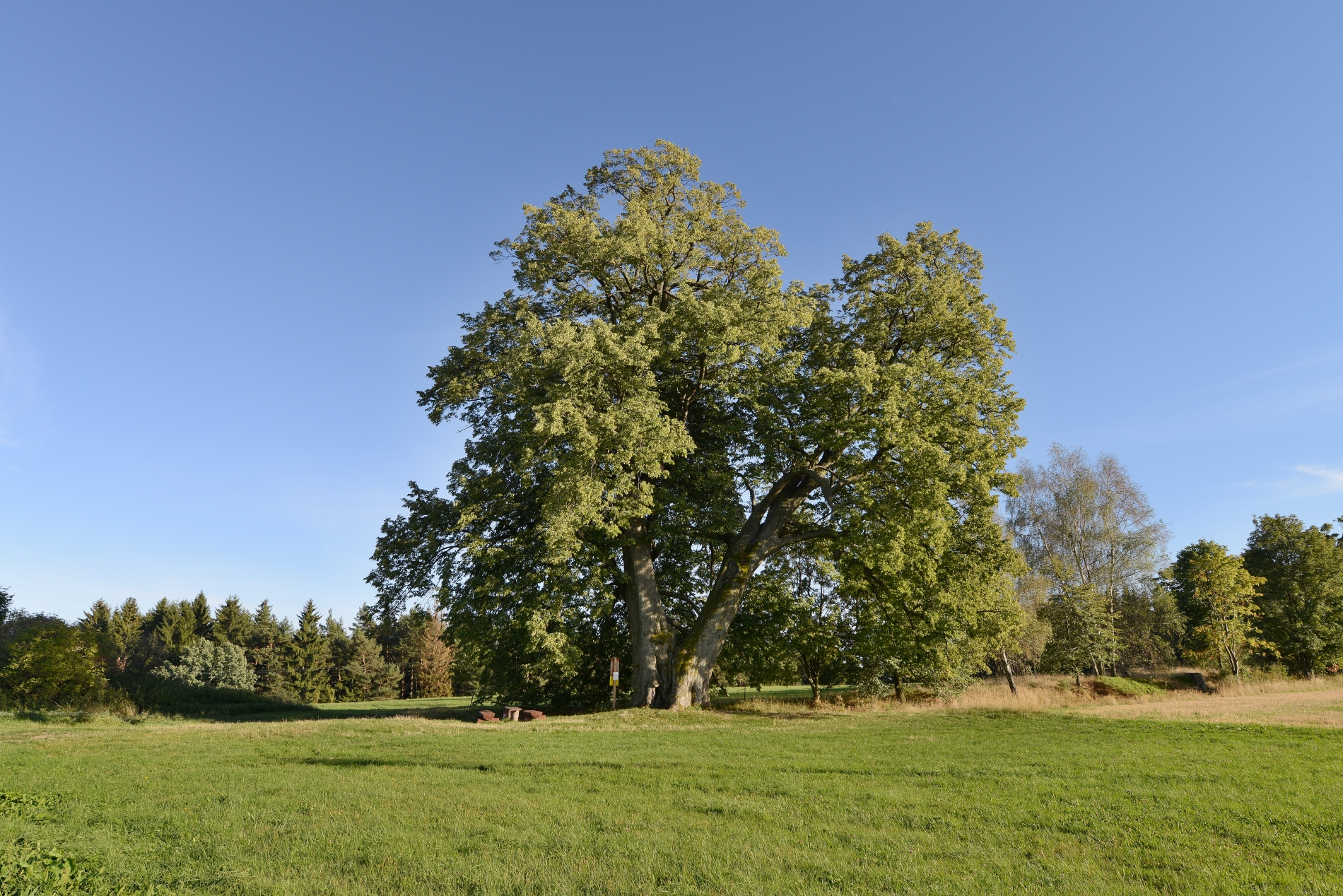
Lípa v Lipce

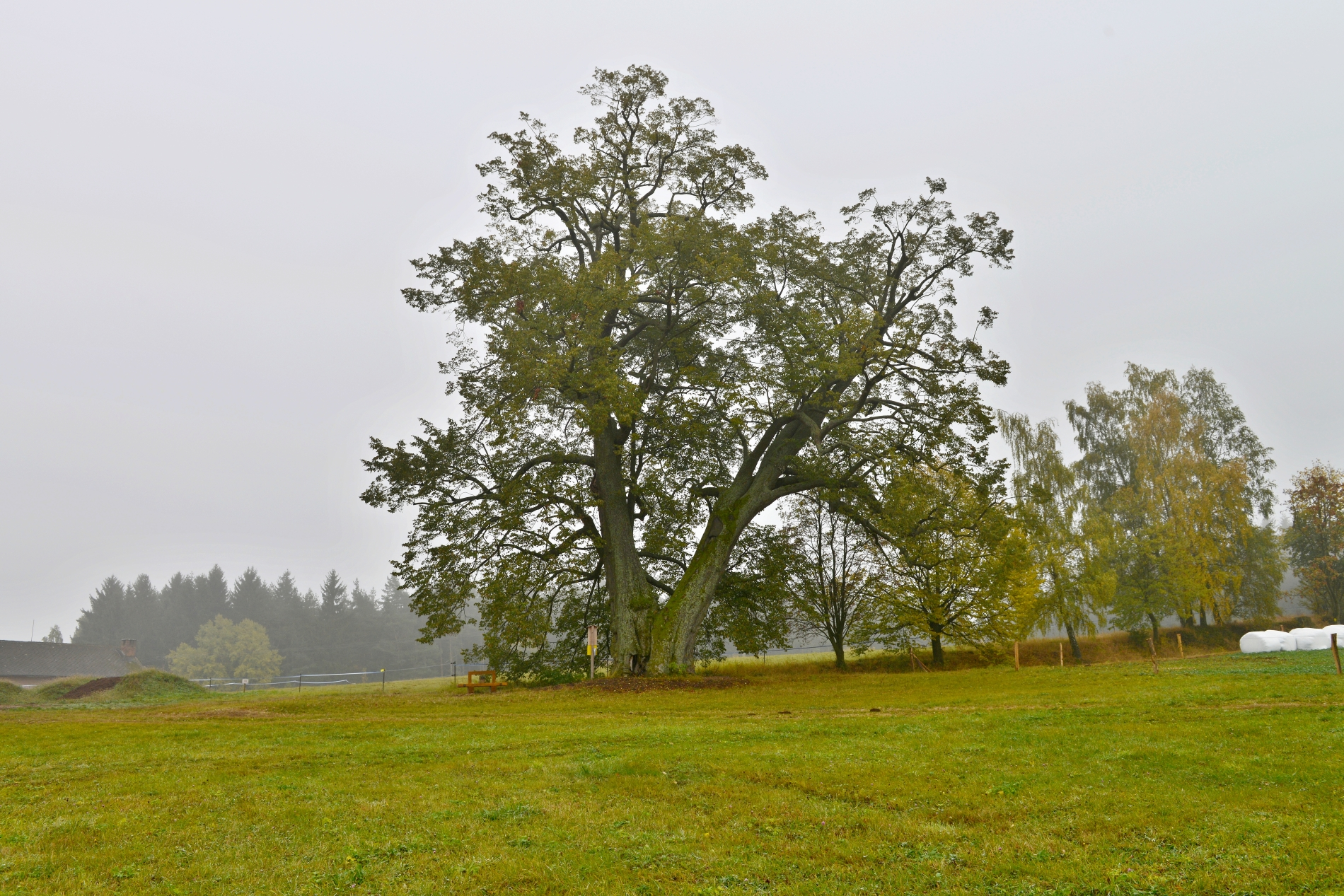
Lípa v Lipce

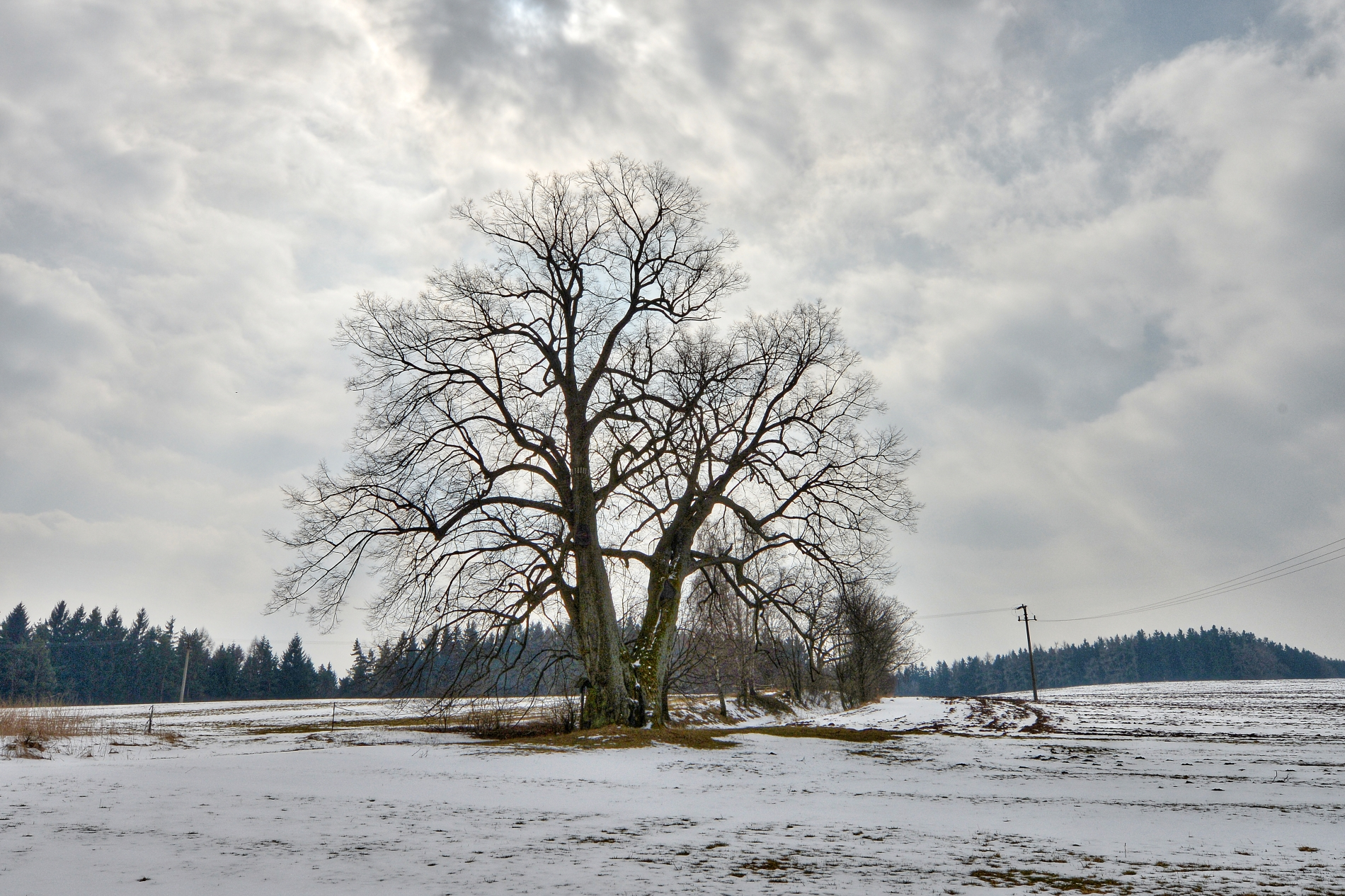
Lípa v Lipce

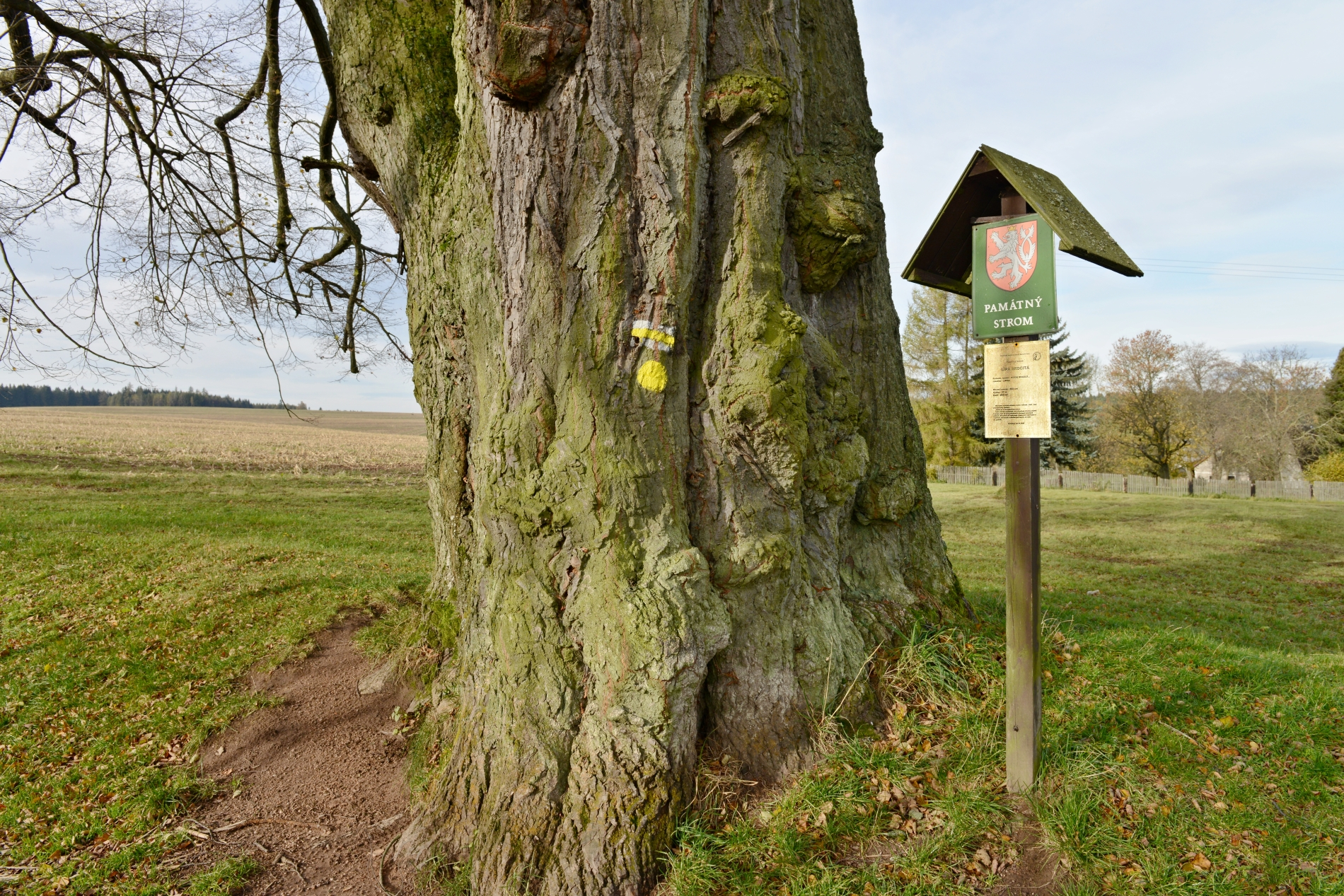
Lípa v Lipce

U příležitosti oslav Dne stromů 20. října 2016 byla lípa vyhlášena vítězem jubilejního patnáctého ročníku celostátní ankety Strom roku 2016. Více než 55 000 hlasů z celé republiky ji vyneslo na 1. místo. Lípa pak zastupovala Českou republiku i v mezinárodní anketě Evropský strom roku 2017, kde skončila na 3. místě.

## Přírodní zajímavosti v okolí
- přírodní rezervace Spálava
- 300leté stromy v pralesní jedlobučině přírodní rezervace Polom (1,5 km)

### Památné a významné stromy v okolí
blízké okolí
- Spálavská lípa (500-550 let, 5 km, pěšky 3 km, J)
- Stará královna z Polomi (jedle s obvodem 580 cm, padla 1903)

J směr
- Lánská lípa (700 let, 10 km, pěšky 5 km)

JV směr
- Jírovce v obci Hluboká (významné stromy, 8,5 km)
- Štikovská lípa (600 let, 14 km)
- Vestecký kaštanovník (11 km)

JZ směr
- Žižkův dub (Chotěboř) (zaniklý strom, 13 km)
- Žižkovy duby (Chotěboř) (13 km)

V směr
- Lípa v Kameničkách (450 let, 5 km)

Z směr
- Přemilovský jilm (5 km)
- Klokočovská lípa (1000 let, 6 km)

SV směr
- Kaštanka (Nasavrky, 10 km)

S směr
- Lípy v Krásném (původně 2 lípy v obci, zůstala 1, 6 km)